# Into the Net

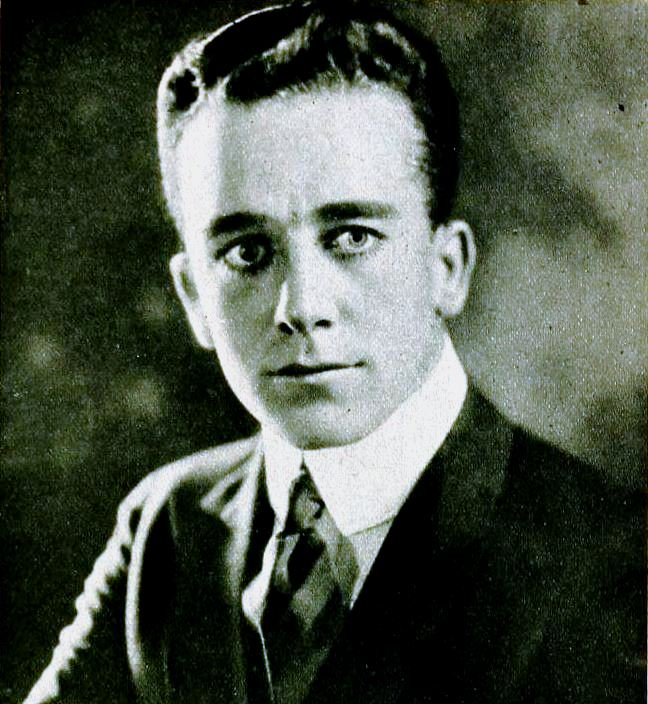
Jack Mulhall, estrela do seriado.

Into the Net (br: “Nas Malhas da Lei”) é um seriado estadunidense de 1924, gênero policial, dirigido por George B. Seitz, em 10 capítulos, estrelado por Edna Murphy, Jack Mulhall e Constance Bennett. Foi produzido pela Malcolm Strauss Pictures e distribuído pela Pathé Exchange. Veiculou nos cinemas estadunidenses a partir de 3 de agosto de 1924.
Este seriado é considerado perdido.

## Elenco

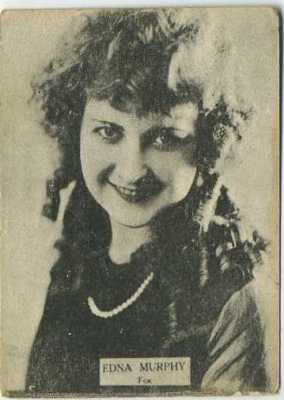
Edna Murphy, que interpretou Natalie Van Cleef, no seriado.

- Edna Murphy - Natalie Van Cleef
- Jack Mulhall - Bob Clayton
- Constance Bennett - Madge Clayton
- Bradley Barker - Bert Moore
- Frank Lackteen - Dr. Vining
- Frances Landau - Mrs. Fawcette
- Harry Semels - Ivan Invanovitch
- Tom Goodwin - Inspetor Cabot
- Paul Porter - O Imperador
- Tom Blake

## Capítulos
1. The Shadow of the Net
2. The Clue
3. Kidnapped
4. Hidden Talons
5. The Raid
6. The House of the Missing
7. Ambusher
8. The Escape
9. To the Rescue
10. In the Toils

## Produção
Foi um dos quatro únicos filmes produzidos pela Malcolm Strauss Pictures, dois deles seriados.
Foi o único seriado de Constance Bennett.